# Georg Horn (Historiograf)
Georg Horn (* 22. Dezember 1542 in Hammelburg; † 24. September 1603 in Hammelburg) war ein evangelischer Pfarrer und Historiker.

## Leben
Georg Horn wurde als Sohn des Hammelburger Bürgers Hans Horn und seiner Frau Margarethe, geb. Stockert,  geboren. Ab dem Alter von fünf Jahren besuchte er die Hammelburger Ratsschule, später dann die Hammelburger Lateinschule. Von 1558 bis 1560 besuchte er die Lateinschule in Naumburg, wo er Hauslehrer und Erzieher der Kinder des ehemaligen Hammelburger Prädikanten Friedrich Bachofen war. Im Jahre 1561 immatrikulierte sich Georg Horn an der Universität Jena, nachdem er von der Stadt Hammelburg ein Stipendium erhalten hatte. Am 4. Juni 1567 wurde Horn vom Rat der Stadt zum Prädikanten ernannt. Er heiratete am 20. Januar 1568 Anna Wolfarth aus Münnerstadt. In Folge der Rekatholisierungsbestrebungen beurlaubte ihn Fürstabt Balthasar von Dernbach am 8. September 1603 von seinem Amt.

## Werk
- Historia von anfang fortgang und Erhaltung des reformirten predigtampts augsburgischer confession in der christlichen gemeine zu Hammelburg. – Manuskript 1585.